# Jan vom goldenen Stern
Jan vom goldenen Stern ist ein deutscher Spielfilm, der aus der dreiteiligen Fernsehserie des WDR: Jan, der Junge vom goldenen Stern geschnitten wurde. Die Erstausstrahlung der Fernsehserie startete am 18. März 1980. Wiederholungen der Serie liefen dann nur noch als Spielfilm.

## Handlung
Als auf dem goldenen Stern ein großes Fest gefeiert wird, stürzt der Junge Jan durch eine Raumstation auf die Erde. Dort erwacht er ohne Erinnerungsvermögen in einer Höhle auf einer bewaldeten Anhöhe. Jan – oder „Jaun“ wie er sich in seiner eigenen Sprache nennt – hat ungewöhnliche Fähigkeiten: er scheint mit den Tieren zu kommunizieren, liest in den Gedanken der Menschen, kann 20 Meter weit springen und in wenigen Stunden eine ganze Sprache lernen.
Nachdem Jan in der Höhle zu sich gekommen ist, befindet er sich bald mit verstauchtem Fuß auf der Flucht vor unfreundlichen Wildschonungseigentümern und wird von der Familie Kaufmann fast mit dem Auto überfahren. Die Kaufmanns nehmen Jan vorübergehend bei sich auf. Schnell fallen Jans Fähigkeiten der Familie wie den Einwohnern des nahe gelegenen Städtchens auf. Jan wird als merkwürdiger Sonderling betrachtet („Der Junge ist unnatürlich!“), für den sich schnell die Medien interessieren: er spricht zunächst nicht und wer kann schon 20 Meter weit springen?
Der ungewöhnliche Junge gerät unter den Verdacht, in das Jagdhaus des Dr. Feller eingebrochen zu haben. Als die Polizei von der Familie wissen will, wer der Junge genau ist, verstrickt sich der Familienvater Thomas Kaufmann immer weiter in Widersprüche, denn er teilt den Behörden mit, dass Jan der Sohn eines ihm bekannten russischen Fremden sei. Sehr ungewöhnlich für das West-Deutschland der 1980er Jahre, denn der Kalte Krieg zwischen der westlichen Welt und der Sowjetunion war noch nicht beendet.
Mit seinen Möglichkeiten Gedanken zu lesen, kann sich Jan bei der Polizei zwar vom Einbruchsverdacht entlasten, ob dieser unerklärlichen Fähigkeit und der 20-Meter-Sprünge gerät die ganze Familie Kaufmann unter Spionageverdacht und flieht mit Jan schließlich, dicht verfolgt von Polizei, Geheimdienst, den Medien und aufdringlichen Stadtbewohnern. Die Flucht gelingt in letzter Sekunde, nachdem Jan in Kontakt mit seinem Volk treten kann und an der Höhle zusammen mit den Kaufmanns abgeholt wird.

## Die dreiteilige Serie
Jan, der Junge vom goldenen Stern
- Folge 1: Der Sturz, 35 min
- Folge 2: Der Verdacht, 35 min
- Folge 3: Die Jagd, 35 min

## Sendetermine
- Erstausstrahlung der dreiteiligen Serie:
  - Folge 1 am 18. März 1980
  - Folge 2 am 19. März 1980
  - Folge 3 am 20. März 1980
- Erstausstrahlung des Spielfilms:
  - 18. Juli 1982 auf WDR/HR/NDR
- Weitere Sendetermine (Spielfilmfassung):
  - 17. Juni 1983 ARD
  - 26. Juli 1987 ARD
  - 19. Juli 1989 WDR

## Drehorte
Drehort für die Szenen auf dem goldenen Stern war eine ehemalige Fabrikhalle im Kölner Stadtbezirk Kalk. In dieser Lagerhalle wurden auch die 20-Meter-Sprünge Jans gedreht. Drehort für die Szenen im Haus der Kaufmanns war das ehemalige Pfarrhaus in Wintersdorf (Ralingen).
Armin Maiwald hat 1980 dazu zwei Dokumentationen für den WDR produziert:
- Hollywood in Kalk: Die Raumstation, 11 min
- Hollywood in Kalk: Der Zwanzig-Meter-Sprung, 10 min

Beide Dokumentationen wurden im Rahmen der Erstausstrahlung der Serie 1980 in der ARD gesendet.